# Rheumatobates hungerfordi
Rheumatobates hungerfordi är en insektsart som beskrevs av Wiley 1923. Rheumatobates hungerfordi ingår i släktet Rheumatobates och familjen skräddare. Inga underarter finns listade i Catalogue of Life.